# Серафима прекрасная
«Серафима прекрасная» — российско-украинский мелодраматический телесериал, снятый в 2010 году компанией Киносеанс. Премьера на Украине состоялась 24 октября 2010 года на телеканале Интер, в России 14 июня 2011 года на Первом канале. Сериал получил премию ТЭФИ (2011) за лучший сценарий.

## Сюжет
Некрасивая советская школьница Серафима ходит в школу, носит очки и тайно страдает по Виктору — самому лучшему мальчику в классе, который, в свою очередь, влюблён в красавицу-одноклассницу Ирину. Окружающие дразнят Симу «жабой», и только любимый папа считает свою дочь единственной и неповторимой. Вскоре родители девочки погибают в автокатастрофе, и она попадает в детдом. Спустя несколько лет, 19-летняя Сима возвращается домой. Она по-прежнему любит Виктора, по-прежнему некрасива, но решительно настроена на то, чтобы иметь от любимого ребёнка, и это ей удаётся. Ненавидя Серафиму и любя Ирину, Виктор вынужден жениться на «жабе». У Серафимы рождается больной сын Ваня, но, несмотря на жизненные невзгоды, сильная и волевая, она верит, что всё преодолеет и обретёт женское счастье.

## В ролях
- Екатерина Порубель — Серафима Кузина
- Анастасия Добрынина — Серафима в детстве
- Кирилл Гребенщиков — Виктор Зорин
- Александр Сигуев — Виктор в детстве / Иван в детстве
- Елена Захарова — Ирина Долгова
- Влада Егорова — Ирина в детстве
- Николай Добрынин — Андрей Короленко, издатель, детский писатель
- Эльдар Лебедев — Иван, сын Серафимы и Виктора
- Василий Быков — Иван в детстве (7 лет)
- Савва Порубель — Иван в младенчестве (1 год) / Виктор, внук Серафимы
- Вячеслав Гришечкин — Пал Палыч, партийный работник, любовник Ирины
- Ольга Хохлова — Марья Ивановна, учительница Серафимы
- Светлана Аманова — Полина Сергеевна, подруга Серафимы, журналистка
- Валентин Терехов — Лёнчик Зубов, уголовник
- Жанна Терлецкая — Вера, мать Ирины
- Анатолий Зиновенко — Василий Аркадьевич, архитектор
- Андрей Хворов — доктор Николай Николаевич Красин (озвучивает Владимир Зайцев)
- Вероника Лысакова — Валентина
- Ольга Сташкевич — Лариса, продавщица
- Сергей Шеховцов — Иван Кузин, отец Серафимы
- Алевтина Добрынина — Лидия Кузина, мать Серафимы
- Олег Драч — Геннадий Васильевич, муж Ирины, работник горкома партии
- Игорь Ливенцов — Пашка, шофёр

## Песня
В фильме звучит песня «Вороные кони» на стихи Михаила Бартенева, которые положил на музыку композитор Алексей Шелыгин, — в исполнении Евгения Дятлова.